# Henricus Jansen

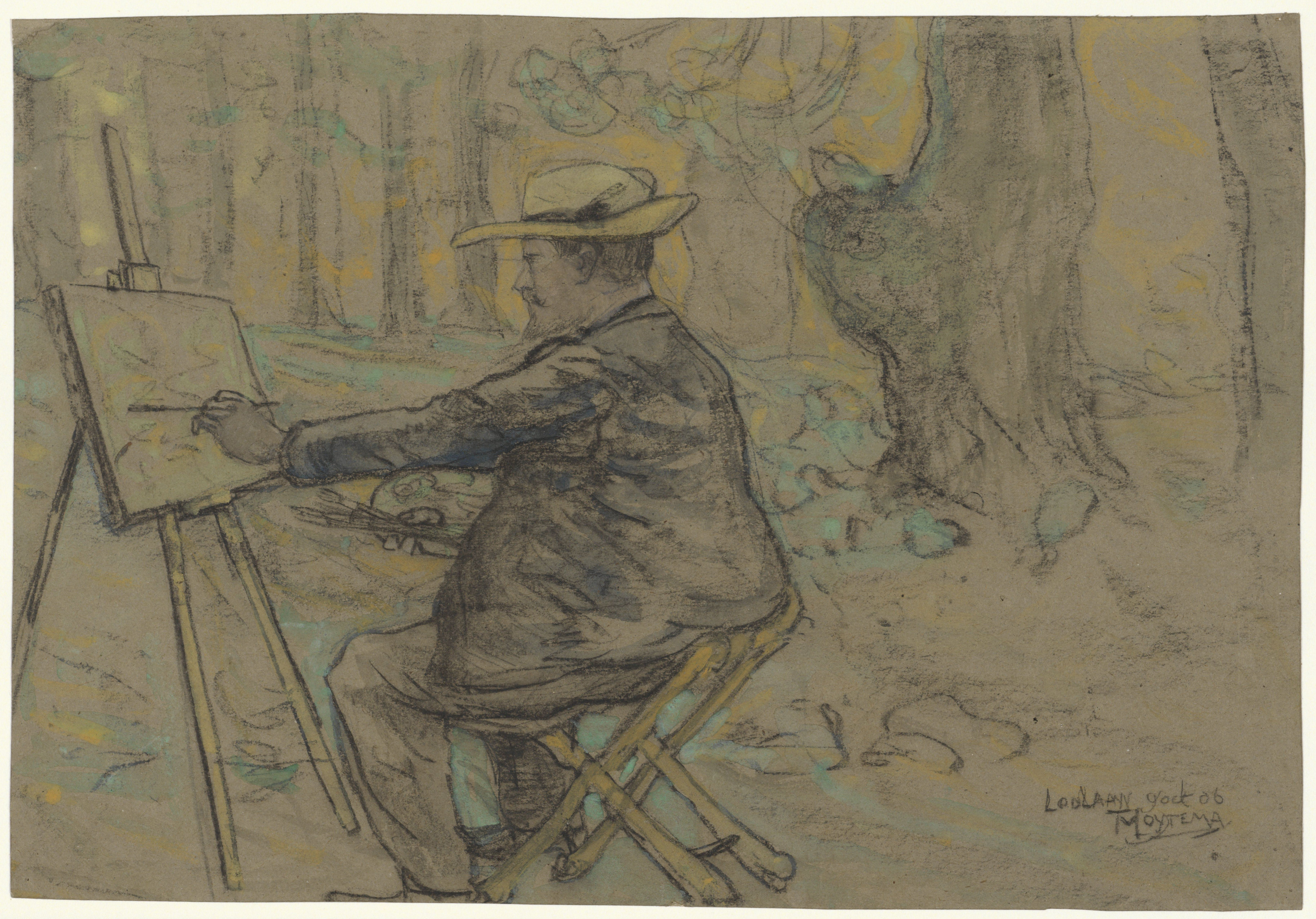
Portret van Hendricus Jansen, schilderend in de Loolaan te Den Haag
(Theo van Hoytema)

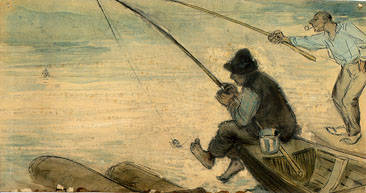
Tekening van Jansen uit 1891 bewaard in het Leidse Prentenkabinet

Hendricus (Henricus) Jansen (Den Haag, 2 januari 1867 – Rotterdam, 5 februari 1921) was een Nederlandse graficus, lithograaf, illustrator, schilder, tekenaar, ontwerper, pastellist, wandschilder, glasschilder en etser. Hij volgde een opleiding aan de Akademie van Beeldende kunsten in Den Haag. Als kunstenaar werkte hij onder de naam Henricus.
Hij werkte in Den Haag, Luik, Parijs, Normandië, Bretagne, Rhenen, Voorburg, Renkum, Leiden, Heeze en Rotterdam.
Zijn productie bestond uit portretten, stadsgezichten, oriëntaalse voorstellingen, figuurvoorstellingen, religie, boekdecoraties terwijl ook een omslagtekening voor bladmuziek van hem bekend is. Hij heeft veel oosterse steden, meest Arabische straatjes, in felle kleuren en met sterke licht- en schaduwpartijen, geschilderd. Ook zijn er glasschilderingen van hem bekend.
Een bijzonder werk is een portfolio met 27 litho's: Dat Liedekin van Heere Halewine uitgegeven bij De Erven F.Bohn, Haarlem in 1904 en gedrukt bij N.V. Lith. v/h S. Lankhout & Co. in 's-Gravenhage. In de serie De Toegepaste Kunsten in Nederland, De verluchting van het boek door G.H Pannekoek Jr., uitgegeven bij W.L.& J. Brusse, Rotterdam, 1927, schrijft Pannekoek op pag. 36: Nog herinner ik mij den indruk, dien de prenten allerwegen hebben gemaakt, toen ze in de Haagsche Kunstkring in 1903 geëxposeerd waren. Voor zover men kan nagaan is dit de enige keer dat de 27 litho’s volledig zijn getoond. Henricus heeft twee volle jaren aan dit kolossale boek gewerkt. Hij maakte tussen 1893 en 1906 spotprenten voor de Nederlandsche Spectator en afbeeldingen voor Elseviers Maandblad.
In de Koninklijke Schouwburg in Den Haag is in een zaal een ovaal plafond met een beschildering van Henricus Jansen terwijl in dezelfde stad in Restaurant en Lounge Henricus – naar hem genoemd - in de Sophialaan een aantal jugendstiltaferelen hangt. Jansen zette ook schimmenspelen in scène en hij maakte de kostuumontwerpen voor een studentenuitvoering van Lorenzo de Medici ter gelegenheid van het 12de lustrum van het Delftsch Studenten Corps in 1908. Henricus nam ook de illustraties voor de gedenkuitgave van dit stuk, met een prozatekst van P.C. Boutens, voor zijn rekening.
- Biografisch Portaal: 57107183
- International Standard Name Identifier: 0000 0003 8995 3176
- Nederlandse Thesaurus van Auteursnamen: 072154322
- RKD-Nederlands Instituut voor Kunstgeschiedenis: 37595
- Union List of Artist Names: 500320083
- Virtual International Authority File: 283480567
- WorldCat: E39PBJxrYqQ3y9MMGcwx6MYHG3